# Drauf
Drauf, stilisiert auch drauf!, ist ein deutsches Popduo aus dem Oldenburger Münsterland.

## Bandgeschichte
Der Musikproduzent Jens Lühmann (bekannt auch als Hens Hensen) arbeitet in Altenoythe und betrieb dort eine Musikschule. Sebastian Fabick war Sänger in diversen Coverbands und betrieb in Diepholz eine Musikschule. Lühmann und Fabick kannten sich schon von verschiedenen Musikprojekten. So sind die beiden unter anderem für die Diepholz-Hymne verantwortlich, die beim Großmarkt-Frühschoppen der Kreisstadt Diepholz zur Aufführung kommt. Auch für Fußballvereine hatten sie schon gemeinsam gearbeitet.
Zur Fußballweltmeisterschaft 2014 nahmen die beiden Musiker den gemeinsam geschriebenen Song Schwarz Rot Gold auf und veröffentlichten ihn unter dem Projektnamen drauf! Der Song wurde 2014 der offizielle Fußballsong des bundesweiten TV Formates Sat.1-Frühstücksfernsehen.
An Weihnachten ergab sich erneut die Gelegenheit zur Zusammenarbeit mit dem Frühstücksfernsehen. Zusammen mit den Moderatoren Alina Merkau und Matthias Killing nahmen sie das Lied Weihnachtszeit (einer findet euer Haus) auf. Es wurde auch mit Merkau als Sängerin und Killing als Klavierbegleitung und Zweitstimme in der Sendung aufgeführt und die Single wurde als Benefizaktion in den Musikshops angeboten. Nutznießer war das Projekt Friesoyther Friedensbett, das sich international um Kinderkriegsopfer kümmert. In der Weihnachtsvorwoche gelang dem Lied der Einstieg in die deutschen Singlecharts.
Im Frühjahr 2015 wurde der Sommersong „Sonnenschein“, wieder mit den Moderatoren Alina Merkau und Matthias Killing, aufgenommen und veröffentlicht und begleitete die Zuschauer des Frühstücksfernsehens durch den Sommer.
Im Herbst 2015, als die Flüchtlingsproblematik in Deutschland erstmals greifbar wurde, produzierten Fabick und Lühmann gemeinsam mit der 10-jährigen Berliner Sängerin „Ava“ den Willkommenssong „Ich bin wie du“ welcher in den sozialen Netzwerken innerhalb kürzester Zeit ein Hit wurde.
Die Band „drauf!“ produzieren und komponieren seither für weitere Künstler, Vereine, Städte und Gemeinden sowie Firmen Songs und Audiojingles.

## Mitglieder
- Sebastian Fabick
- Jens Lühmann

## Diskografie
Lieder
- Schwarz Rot Gold (2014)
- Weihnachtszeit (einer findet euer Haus) (featuring Alina Merkau & Matthias Killing, 2014)
- Sonnenschein (featuring Alina Merkau & Matthias Killing, 2015)
- Ich bin wie du (featuring AVA, 2015)